# Hans Redeker
Hans Redeker (Johannes Eilko Cornelis Redeker) (Oudenrijn (Utrecht), 5 april 1918 - Amsterdam, 19 maart 1992) was een Nederlands dichter, journalist, kunsthistoricus en essayist.; hij was medewerker van het Algemeen Handelsblad en publiceerde o.a. veel boeken over Nederlandse kunstenaars en filosofie., zoals Jan Wiegers, Carel Willink, Kees Maks en Raoul Hynckes

## Start
Hans Redeker studeerde in 1951 af in de filosofie en criminologie, aan de universiteit te Utrecht en Groningen. Hij debuteerde in 1945 met 'De tijd in ons hart', een bundel melancholische poëzie. 

## Werk
In 1949 werd Redeker beeldende kunstcriticus bij het Algemeen Handelsblad. In 1959 trad hij daar in vaste dienst als redacteur van de kunstrubriek. Vanaf 1970, na de fusie van het AH en de Nieuwe Rotterdamse Courant werkte hij tot zijn vervroegde pensionering in 1977 als beeldende kunstredacteur bij het NRC Handelsblad. Redeker was ook docent wijsbegeerte en bovendien redacteur van 'Het Woord' (1946-1950). Hij schreef daarna voornamelijk literaire en filosofische essays, kunsthistorische verhandelingen en kritieken. 
Redeker werd in maart 1977 door de president van Italië benoemd tot ridder in de Orde van verdienste van de Italiaanse republiek "voor het vele dat hij voor de Italiaanse kunst heeft gedaan". Op 28 september 1978 nam hij afscheid als redacteur beeldende kunst. Bij die gelegenheid dichtte de Haarlemse schilder Kees Verwey: 'Je naam is Hans Redeker Maar staat in geen ééne Baedeker maar van de liefde voor de kunst Ben jij de grote prediker' . Ook na zijn pensionering bleef Redeker publiceren, onder andere in het tijdschrift Kunstbeeld.

## Links
- publicaties van en over Hans Redeker, op de website van de Digitale Bibliotheek voor de Nederlandse Letteren (dbnl)

- Biblioteca Nacional de España: XX1411541
- Bibliothèque nationale de France: cb135201600 (data)
- Biografisch Portaal: 57049340
- Digitale Bibliotheek voor de Nederlandse Letteren: rede001
- International Standard Name Identifier: 0000 0001 0912 6775
- Library of Congress Control Number: n78087055
- Nationale bibliotheek van Australië: 35444954
- Nationale Bibliotheek van Israël: 987007314953505171
- Nationale Bibliotheek van Polen: a0000003514361
- Nederlandse Thesaurus van Auteursnamen: 068789289
- Réseau des bibliothèques de Suisse occidentale: 02-A003732149
- RKD-Nederlands Instituut voor Kunstgeschiedenis: 340930
- Système universitaire de documentation: 050227335
- Trove: 955206
- Virtual International Authority File: 69087641
- WorldCat: E39PBJrChhqf9kdxjxbWqXTbVC